# Pseudopholis squamulosa
Pseudopholis squamulosa är en skalbaggsart som beskrevs av Duvivier 1892. Pseudopholis squamulosa ingår i släktet Pseudopholis och familjen Melolonthidae. Inga underarter finns listade i Catalogue of Life.